# Chase Masterson
Christianne Carafano, conhecida pelo nome artístico Chase Masterson (Colorado Springs, 26 de fevereiro de 1963), é uma atriz, cantora, dubladora, produtora e ativista estadunidense, famosa por interpretar a "Dabo-Girl" Leeta na série Star Trek: Deep Space Nine.

## Biografia
Sua mãe era atriz e diretora teatral, e Chase desde bem nova participou do seu trabalho, já aos cinco anos de idade havendo participado de uma peça.
Em 2004 foi considerada uma das cinquenta mulheres mais sensuais do mundo pela revista masculina Femme Fatales, e a "Atriz Favorita em Séries de Ficção Científica da Televisão" pelo público da TV Guide. Em dezembro de 2009 a AOL indicou-a como uma das "dez alienígenas mais sensuais da TV".
Atuou em General Hospital e Robin Hood: Men in Tights antes de interpretar a sensual Dabo Girl bajoriana de DS9 em dezessete episódios entre 1995 e 1999.
Após a participação em Star Trek ela atuou em vários papéis em produções como The Specials, Presidio Heat, Manticore, Yesterday Was a Lie (onde foi co-produtora) e The Flash.
Como cantora apresenta-se em convenções, havendo lançado dois álbuns: Yesterday Was a Lie e Burned with Desire.